# انگلور
انگلور (به فرانسوی: Anglure) یک کمون در فرانسه است که در canton of Anglure واقع شده‌است. انگلور ۸٫۰۵ کیلومتر مربع مساحت دارد ۷۶ متر بالاتر از سطح دریا واقع شده‌است.